# Dalopius marginatus
Dalopius marginatus är en skalbaggsart som först beskrevs av Carl von Linné 1758.  Dalopius marginatus ingår i släktet Dalopius, och familjen knäppare. Arten är reproducerande i Sverige.

## Bildgalleri

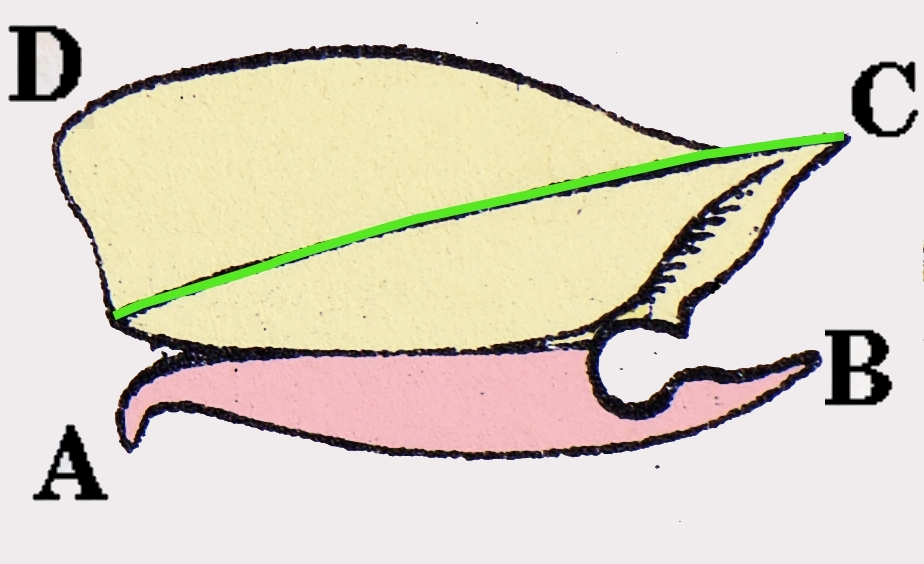
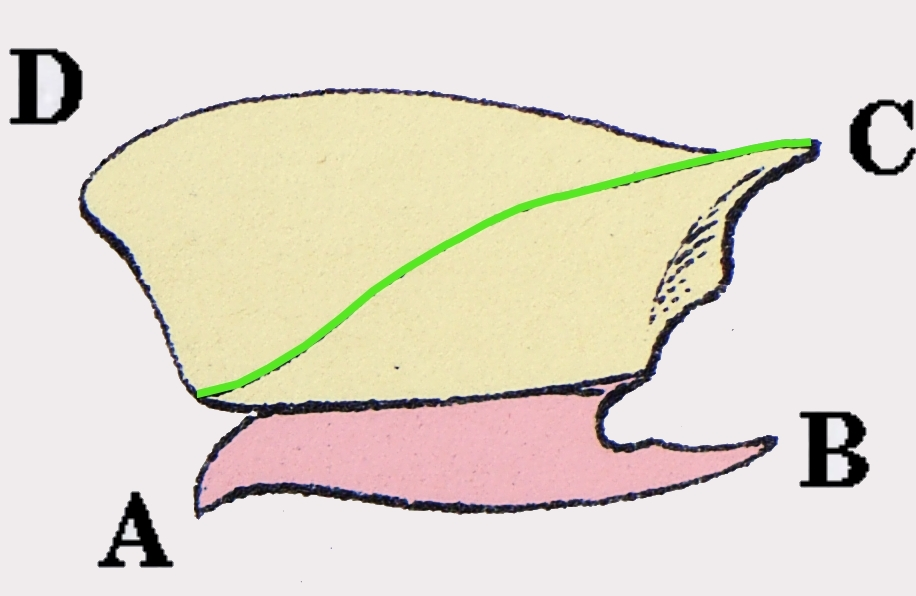
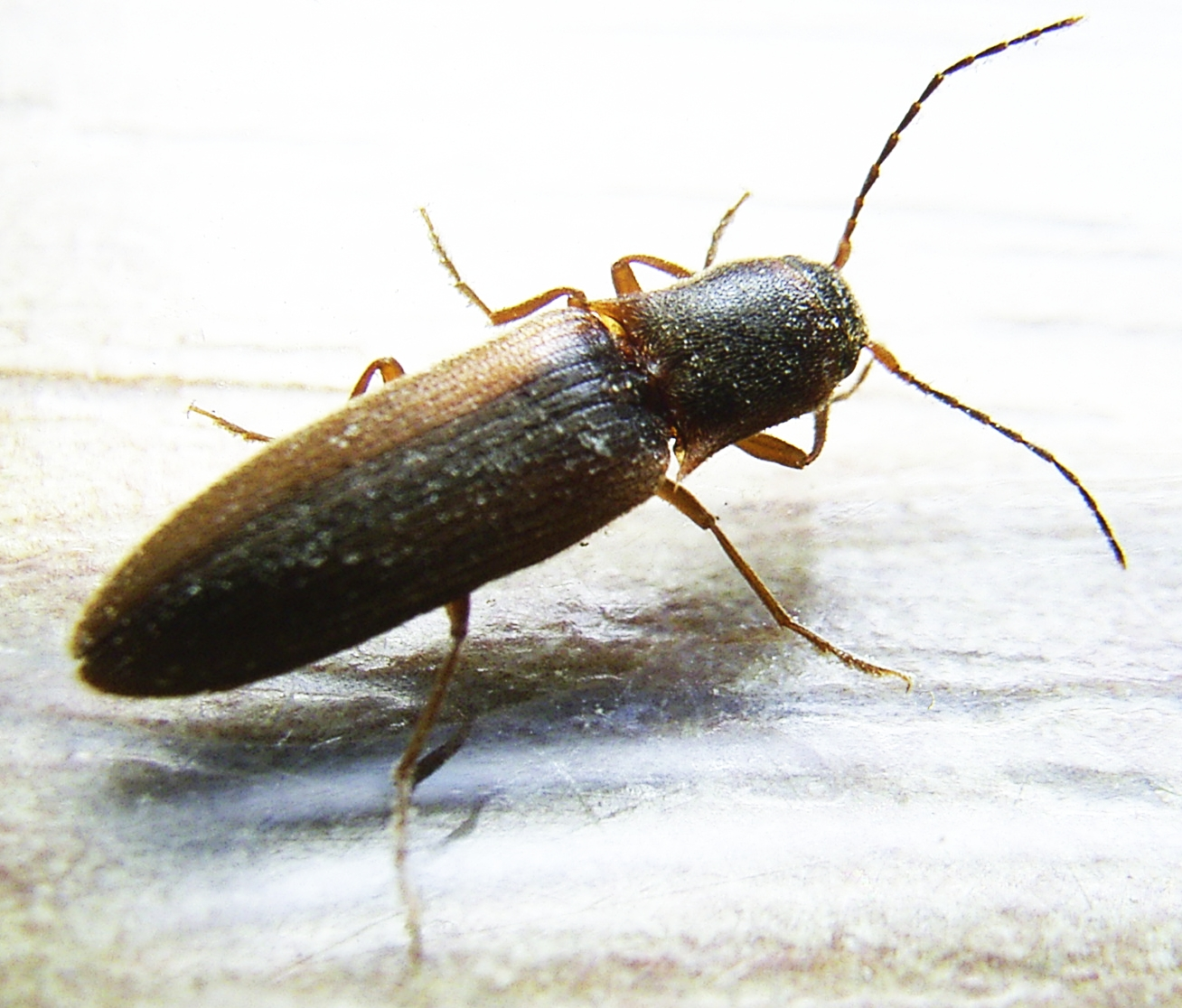